# 삼성 갤럭시 탭 S3
삼성 갤럭시 탭 S3(Samsung Galaxy Tab S3)는 2017년 2월 26일 MWC 2017에서 선보인 삼성의 태블릿이다. 9.7인치 2,048 x 1,536 슈퍼 AMOLED 디스플레이를 갖추고 있으며 HDR 동영상을 지원한다. 탭 S3는 스냅드래곤 820 프로세서, 4GB의 RAM, 32GB의 온 보드 스토리지, 6000mAh 배터리를 장착하고 있다. 새롭게 개선된 S펜도 포함된다. 최초의 탭 S 계열의 태블릿이다.
갤럭시 탭 S3는 삼성이 안드로이드 누가를 탑재한 최초의 기기이다. 삼성 갤럭시 탭 7.0 이후 최초로 과거에 다른 지역에서 배제된 모든 언어를 사용할 수 있다.

## 반응
더 버지는 장치의 카메라에 대해 부드럽고 번짐이 있는 것 외에, 멀티태스킹의 제한, 비좁은 포고(Pogo) 키보드에 대해 비판했으며 S 펜이 통합되고 가벼워진 것에 대해서는 호평하였다.